# Ritratto di Dante (Botticelli)
Il Ritratto di Dante è un dipinto del pittore fiorentino Sandro Botticelli realizzato circa nel 1495 e conservato in una collezione privata a Ginevra in Svizzera.

## Descrizione
Quest'opera è un ritratto del poeta fiorentino Dante Alighieri. Il caratteristico profilo del poeta risalta fortemente sullo sfondo chiaro. Secondo i canoni dell'epoca, Dante indossa un mantello e un cappuccio rossi sopra un berretto bianco. È evidente che Botticelli conosceva bene il Dante con la Divina Commedia dipinto da Domenico di Michelino nel Duomo di Firenze, dove il poeta compare per la prima volta con indosso una corona d'alloro. Questi dettagli corrispondono al modello della rappresentazione della figura del poeta. 

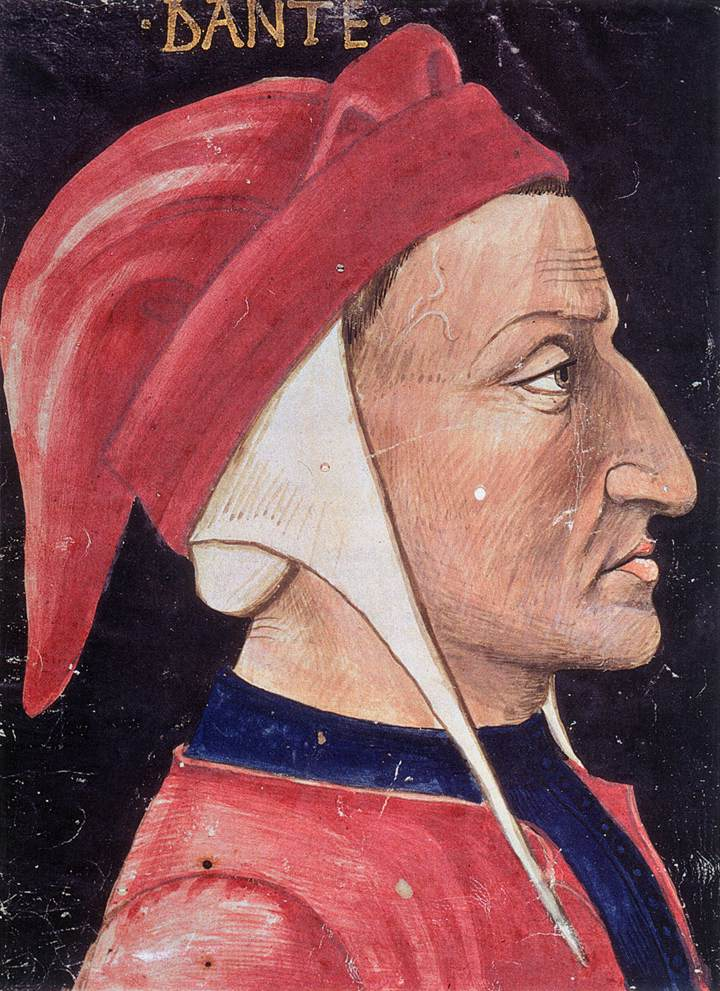
Dante raffigurato in una miniatura, datata dopo il 1436
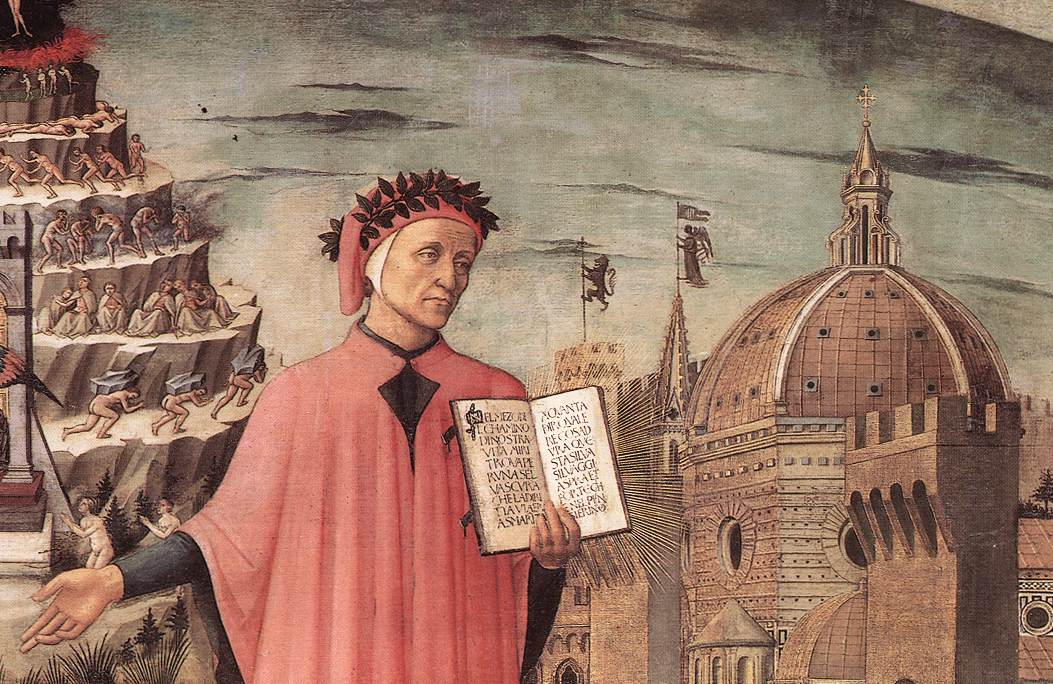
Dante rappresentato da Domenico di Michelino, 1465
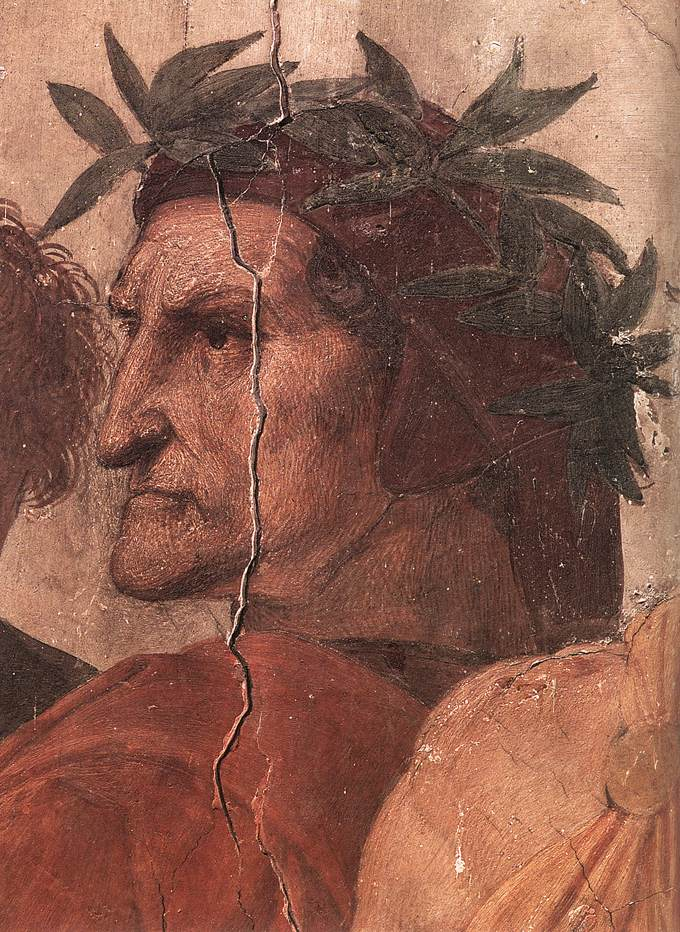
Dante rappresentato da Raffaello, 1510-1511 circa

Dal punto di vista pittorico, l'opera è caratterizzata da un marcato contrasto di colori derivante dall'opposizione tra gli abiti rossi e lo sfondo chiaro.

### Botticelli e Dante
Botticelli realizzò diverse illustrazioni della Divina Commedia di Dante, che sono annoverate tra le opere più raffinate del pittore: attualmente sono note novantaquattro incisioni, conservate nel Gabinetto delle Incisioni al Rame di Berlino e nella Biblioteca Vaticana. Attribuiti anche a Botticelli diciannove schizzi per incisioni, probabilmente realizzati da Baccio Baldini, che illustrano la prima stampa del testo, 1481.